# The Royal Family of Broadway
Pour plus de détails, voir Fiche technique et Distribution.
The Royal Family of Broadway est un film américain réalisé par George Cukor et Cyril Gardner, sorti en 1930.

## Synopsis
Une fille issue d'une famille de grands acteurs de Broadway envisage de quitter le show business pour se marier...

## Fiche technique
- Titre : The Royal Family of Broadway
- Réalisation : George Cukor et Cyril Gardner
- Scénario : Herman J. Mankiewicz et Gertrude Purcell d'après la pièce The Royal Family d'Edna Ferber et George S. Kaufman
- Société de production : Paramount Pictures
- Photographie : George J. Folsey
- Pays d'origine : États-Unis
- Format : Noir et blanc - Mono
- Genre : Comédie
- Durée : 82 minutes
- Date de sortie : 1930

## Distribution
- Ina Claire : Julie Cavendish
- Fredric March : Tony Cavendish
- Mary Brian : Gwen Cavendish
- Henrietta Crosman : Fanny Cavendish
- Murray Alper : McDermott